# Jocs Panafricans de 1965
Els Jocs Panafricans de 1965 van ser la primera edició dels Jocs Panafricans i es van celebrar entre el 18 de juliol de 1965 i el 25 de juliol de 1965 a Brazzaville, Congo.

## Desenvolupament
Els primers jocs oberts a tot el continent africà es van disputar quaranta anys després del primer intent. Pierre de Coubertin proposà una primera edició dels Jocs Panafricans per ser celebrats a Alger, Algèria el 1925. Mai es van organitzar. Quatre anys més tard, Alexandria, Egipte ho tenia tot preparat per organitzar els Jocs de 1929, però les potències colonials van aturar l'intent setmanes abans que s'iniciessin. Aquests van pensar que uns jocs podien servir per unir els països del continent i ajudar-los a trencar el seu estatut colonial. Finalment no fou fins al juliol de 1965 que els Jocs van prendre forma.
Reflectint la inestabilitat del continent aquells anys i per evitar malcontents i revolucionaris, l'exèrcit de Congo-Brazzaville romangué en alerta, patrullant els carrers amb vehicles armats per tota la ciutat i establint diversos punts de control, excepte pels participants i els periodistes.
2500 atletes de 29 nacions hi van participar. Avery Brundage, el president del COI hi assistí com a observador. Els homes competiren en deu esports i les dones en dos (atletisme i basquetbol).
L'èxit dels Jocs fou degut en gran manera per l'emergent nivell de grans estrelles de l'esport africà, com ara Wilson Kiprugut Chuma (medalla d'argent a Tòquio en 800 metres), Mohammed Gammoudi (medalla d'argent a Tòquio en 10.000 metres), i Kip Keino, Naftali Temu i Mamo Wolde, els quals guanyaren medalles tres anys més tard al Jocs de Mèxic.
La nació amb més medalles fou la República Àrab Unida (unió aquells anys d'Egipte i Síria). No se sap si algun atleta sirià participà o guanyà medalles en els Jocs.

## Medaller
País amfitrió en negreta.
| Medaller dels Jocs Panafricans de 1965 | Medaller dels Jocs Panafricans de 1965 | Medaller dels Jocs Panafricans de 1965 | Medaller dels Jocs Panafricans de 1965 | Medaller dels Jocs Panafricans de 1965 | Medaller dels Jocs Panafricans de 1965 |
| -------------------------------------- | -------------------------------------- | -------------------------------------- | -------------------------------------- | -------------------------------------- | -------------------------------------- |
| Posició                                | País                                   | Or                                     | Argent                                 | Bronze                                 | Total                                  |
| 1                                      | R. Àrab Unida                          | 17                                     | 10                                     | 3                                      | 30                                     |
| 2                                      | Nigèria                                | 9                                      | 6                                      | 4                                      | 19                                     |
| 3                                      | Kenya                                  | 8                                      | 11                                     | 4                                      | 23                                     |
| 4                                      | Senegal                                | 6                                      | 3                                      | 7                                      | 16                                     |
| 5                                      | Costa d'Ivori                          | 5                                      | 2                                      | 5                                      | 12                                     |
| 6                                      | Algèria                                | 2                                      | 3                                      | 6                                      | 11                                     |
| 6                                      | Ghana                                  | 2                                      | 3                                      | 6                                      | 11                                     |
| 8                                      | Mali                                   | 2                                      | 1                                      | 0                                      | 3                                      |
| 9                                      | Tunísia                                | 1                                      | 5                                      | 6                                      | 12                                     |
| 10                                     | Camerun                                | 1                                      | 2                                      | 2                                      | 5                                      |
| 10                                     | Congo-Brazzaville                      | 1                                      | 2                                      | 2                                      | 5                                      |
| 12                                     | Madagascar                             | 0                                      | 2                                      | 4                                      | 6                                      |
| 13                                     | Uganda                                 | 0                                      | 1                                      | 4                                      | 5                                      |
| 14                                     | Alt Volta                              | 0                                      | 1                                      | 1                                      | 2                                      |
| 15                                     | Txad                                   | 0                                      | 0                                      | 3                                      | 3                                      |
| 16                                     | Gabon                                  | 0                                      | 0                                      | 3                                      | 3                                      |
| 17                                     | Togo                                   | 0                                      | 0                                      | 2                                      | 2                                      |
| 18                                     | Congo-Léopoldville                     | 0                                      | 0                                      | 1                                      | 1                                      |
| 18                                     | Etiòpia                                | 0                                      | 0                                      | 1                                      | 1                                      |
| 18                                     | Níger                                  | 0                                      | 0                                      | 1                                      | 1                                      |
| 18                                     | Tanzània                               | 0                                      | 0                                      | 1                                      | 1                                      |
| 18                                     | Zàmbia                                 | 0                                      | 0                                      | 1                                      | 1                                      |
|                                        |                                        | 53                                     | 53                                     | 70                                     | 176                                    |

## Resultats

### Atletisme
Diversos atletes, tots ells homes, van guanyar més d'una prova:
- Gaoussou Koné, Costa d'Ivori (100 metres i 200 metres)
- Wilson Kiprugut, Kenya (400 metres i 800 metres)
- Kipchoge Keino, Kenya (1500 metres i 5000 metres)
- Samuel Igun, Nigèria (salt d'altura i triple salt)

A més, Senegal guanyà les dues curses de relleus masculines (4x100 metres i 4x400 metres).
Les dones només participaren en les proves de 100 metres llisos, 80 metres tanques, salt d'altura, salt de llargada, llançament de javelina i 4x100 metres relleus.

### Futbol
La competició de futbol fou guanyada pel país amfitrió Congo, la seva única medalla d'or dels Jocs.
| Or                                                                   | Argent | Bronze        |
| Plantilla:Country data the Republic of the Congo República del Congo | Mali   | Costa d'Ivori |